# Волинська біота

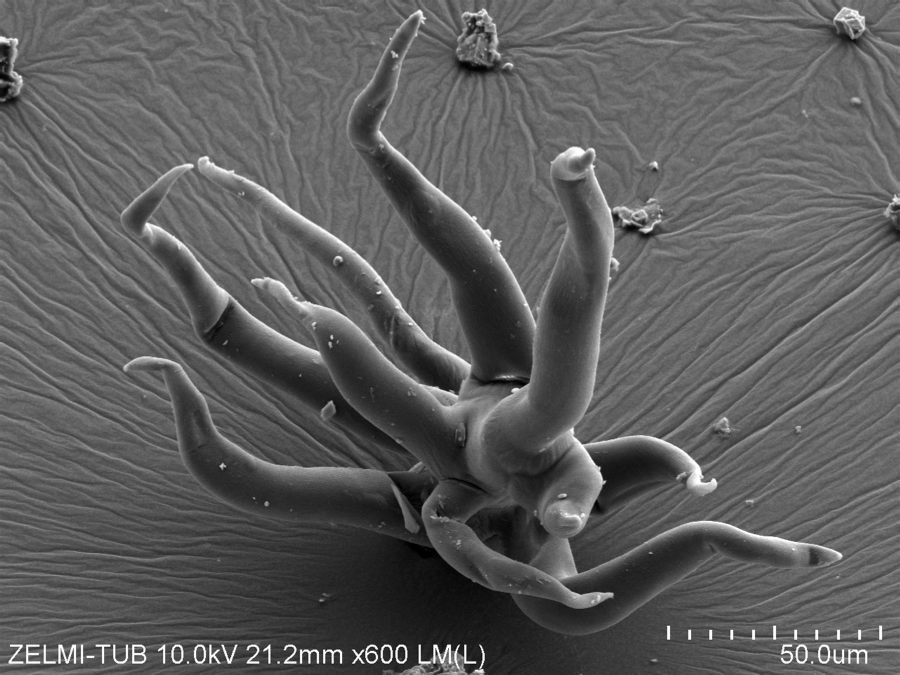
Одна зі знахідок під сканувальним електронним мікроскопом (ширина знімка — 0,2 мм)

Волинська біота — викопні мікроскопічні організми, знайдені в порожнинах магматичних порід Житомирської області України (в історичній області Волинь). Завдяки окременінню добре збереглися у вигляді тривимірних залишків. Форма найчастіше ниткоподібна (як у грибниці), рідше трапляються можливі уривки біоплівок та округлі об'єкти неясної природи. Вік знахідок лежить між 1,49 та 1,76 млрд років. Таким чином, ці організми жили в середині протерозойського еону, протягом «нудного мільярда» років.

## Місце знахідки
Залишки організмів волинської біоти знайдені в міаролітових порожнинах (порожнинах, що утворюються в магматичних гірських породах при їхньому затвердінні) в гранітних пегматитах Коростенського плутону на північному заході Українського щита, на глибині близько 100 метрів (за часів появи цих порожнин вона становила 2—2,5 км, а якою була за часів життя організмів, невідомо). Розмір порожнин становить кілька метрів, зрідка — десятки метрів. В них видобувають п'єзокварц, берил, топаз та інші мінерали.
Органічні залишки в міаролітових порожнинах утворюють темну масу, відому як керит або оксикерит. Він трапляється на стінах і дні порожнин, а також на кристалах мінералів, що там виросли. Вперше він був описаний 1987 року. На початку 2000-х років на основі електронно-мікроскопічного дослідження його інтерпретували як залишки нитчастих ціанобактерій. У 2022 і 2023 роках були опубліковані результати нових електронно-мікроскопічних, ізотопних та інших досліджень, виконаних групою науковців із Берлінського технічного університету, Національного музею природничої історії в Люксембурзі, Інституту геохімії, мінералогії та рудоутворення імені М. П. Семененка НАН України, компанії «Кварцсамоцвіти» (Хорошів) та Інституту досліджень еволюції та біорізноманіття Лейбніца (Берлін).

## Вік
Вік знахідок лежить у межах від 1,760 ± 0,003 млрд років (вік інтрузії згаданих пегматитів за даними уран-свинцевого датування) до 1,491 ± 0,009 млрд років (вік знайденої в міаролітових порожнинах брекчії, що виникла при обваленні їх стінок; судячи з наявності в ній органічної речовини, вона утворилася вже після появи цієї речовини в порожнинах). Таким чином, ці організми жили в часи «нудного мільярда» років, бідного на еволюційні події.

## Морфологія
Більшість зразків є нитками діаметром приблизно від 10 (іноді від 1-2) до 200 мкм і довжиною (у збережених фрагментів) до кількох міліметрів. Початкова довжина могла досягати сантиметрів. Нитки бувають прямими та вигнутими, багато з них мають центральний канал круглого, шестикутного або прямокутного перерізу. Кінці ниток загострені або округлі, іноді булавоподібні. Тонкі нитки часто галузяться (але не анастомозують), а товсті мають на поверхні округлі вирости або вм'ятини різноманітної форми. У деяких ниток намічається сегментованість. Деякі нитки приростали до субстрату, а деякі існували вільно. Є і знахідки, які виглядають як уривки неправильної форми та інтерпретовані як залишки біоплівок. Зрідка трапляються округлі об'єкти.
Залишки можуть траплятись у великій кількості: керит у міаролітових порожнинах утворює скупчення масою до 3 кілограмів.
Ниткоподібні організми волинської біоти морфологічно подібні до грибниці. Автори дослідження 2023 року охарактеризували їх як грибоподібні організми, що нагадують еукаріот. Чи були вони багатоклітинними, неясно, але, судячи зі значного розміру багатьох зразків, це цілком можливо. Абіогенне походження знахідок дослідники виключають.
Організми збереглися у вигляді тривимірних решток (що для докембрійських організмів — рідкість) завдяки окременінню у водах, багатих на кремній, фтор, алюміній, кальцій та інші елементи. Дослідники припускають фосилізацію при раптовому припливі гарячих гідротермальних вод, пов'язаних із гейзерами.

Знімки під сканувальним електронним мікроскопом (Franz et al., 2023)
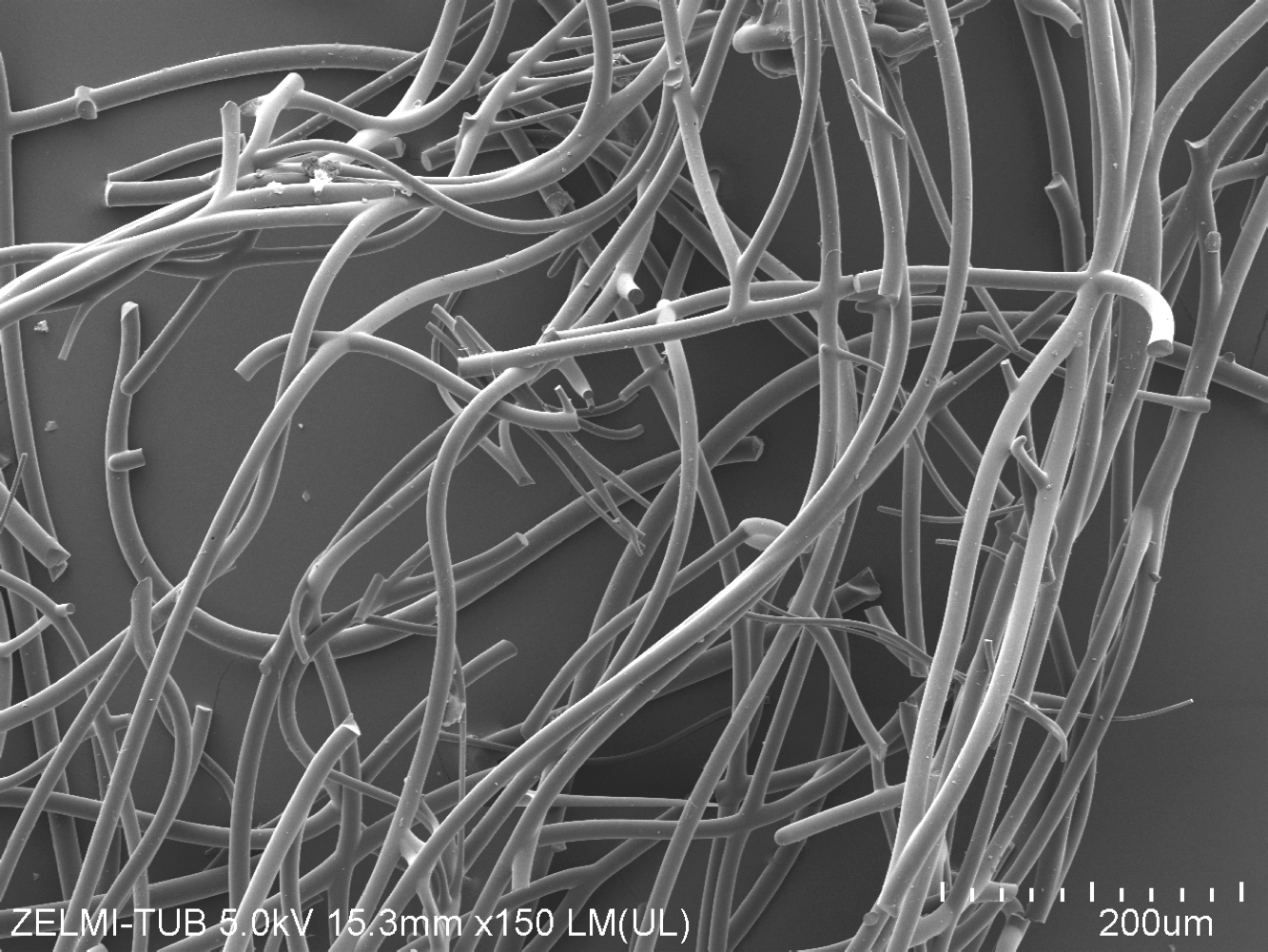
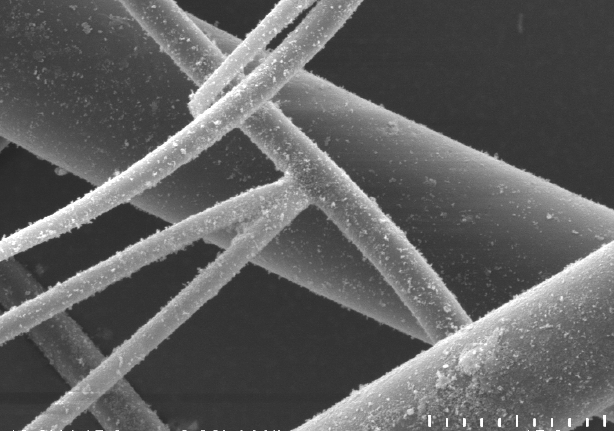
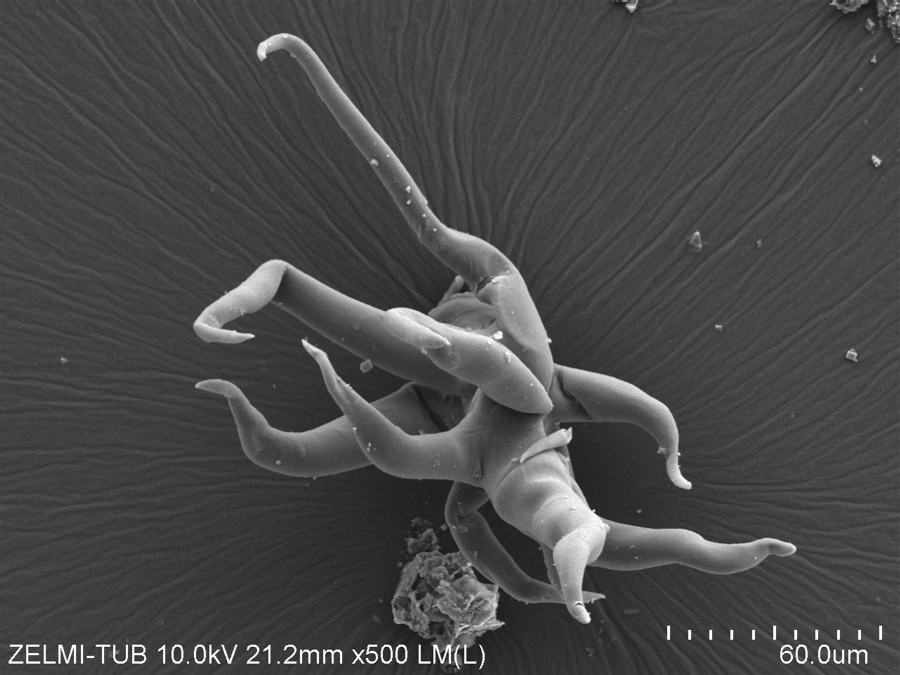
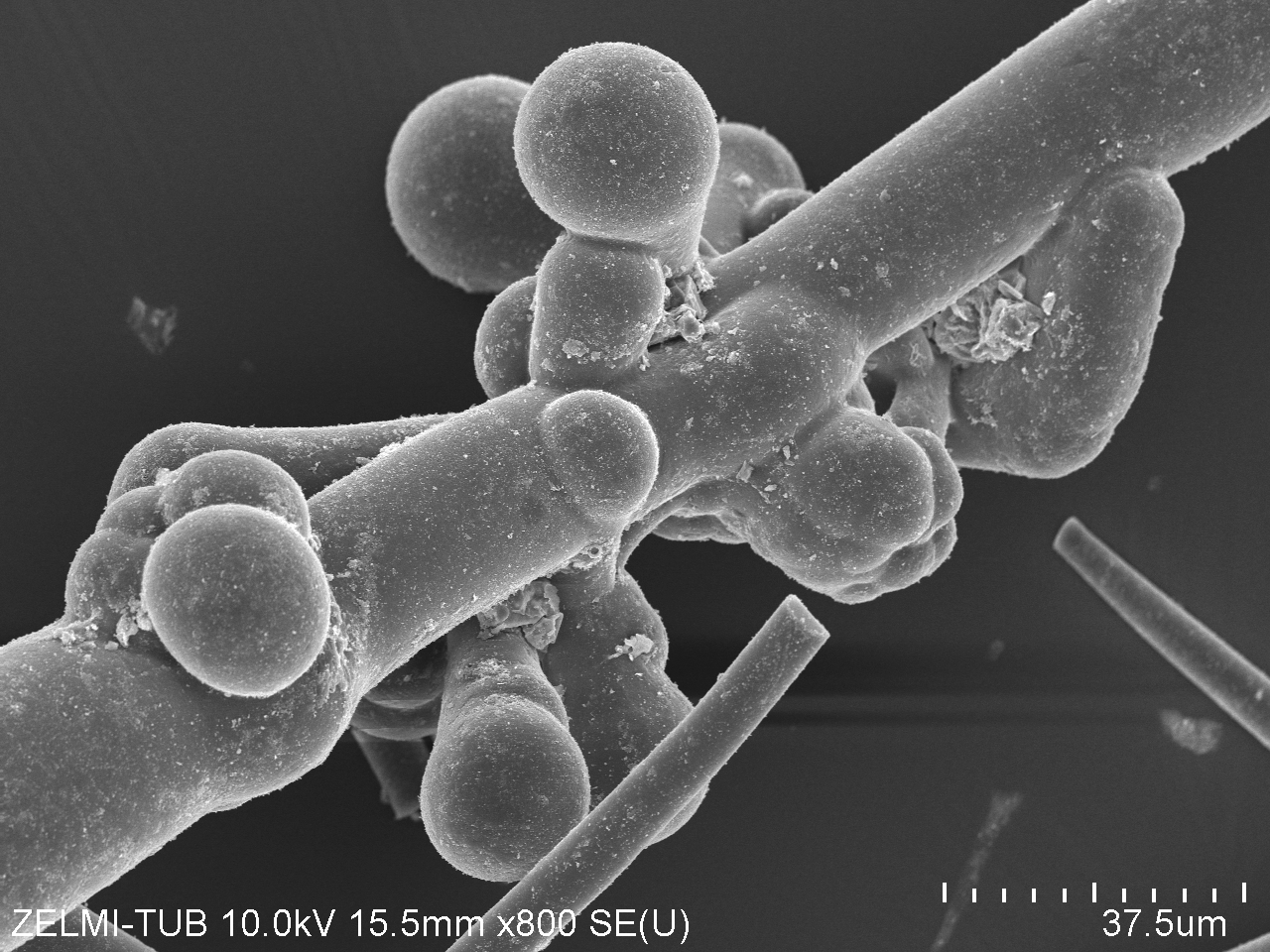
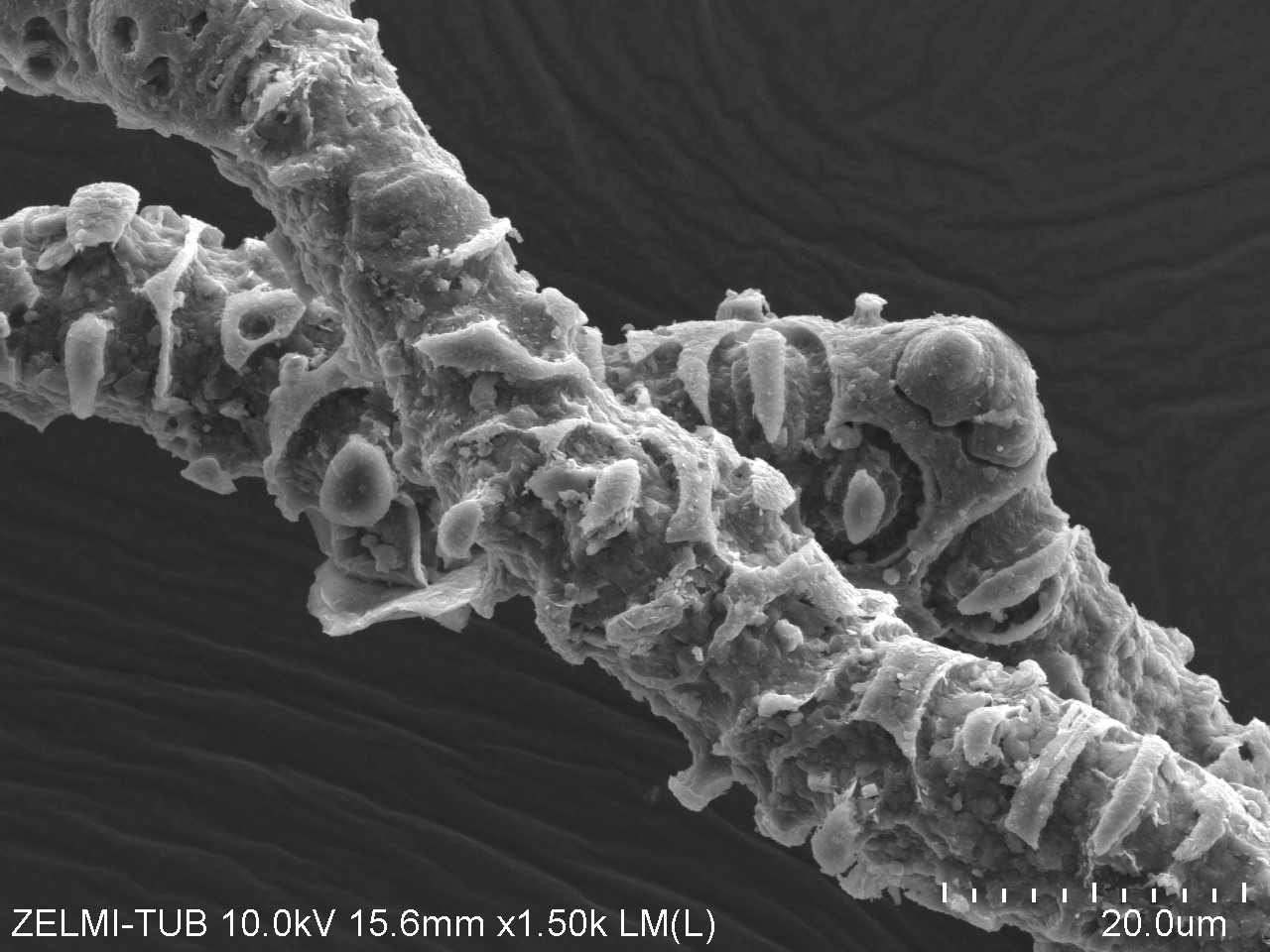
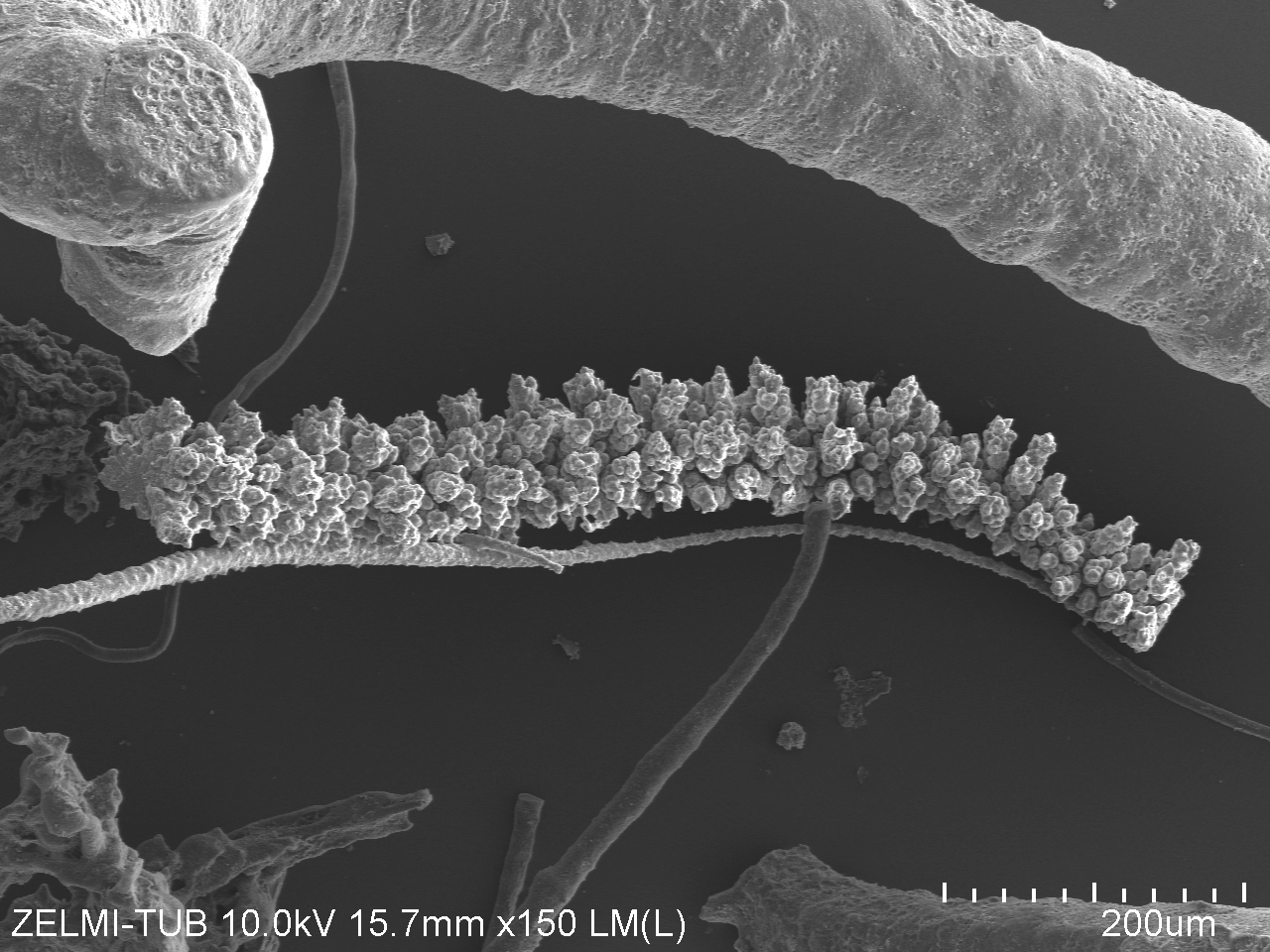
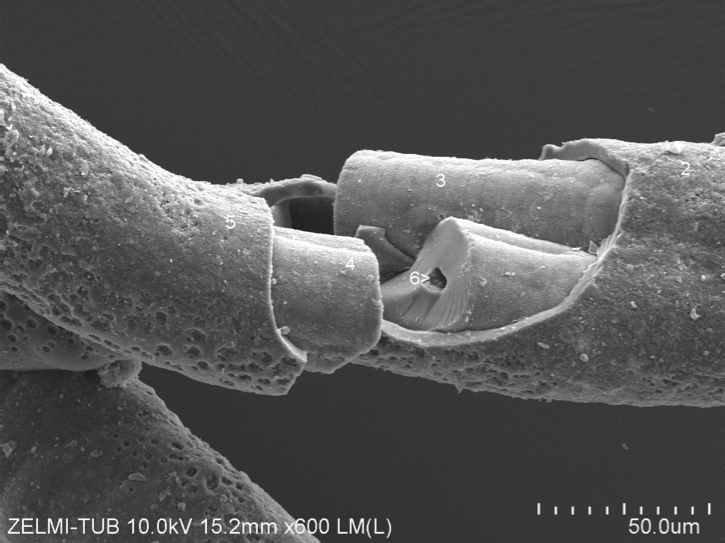
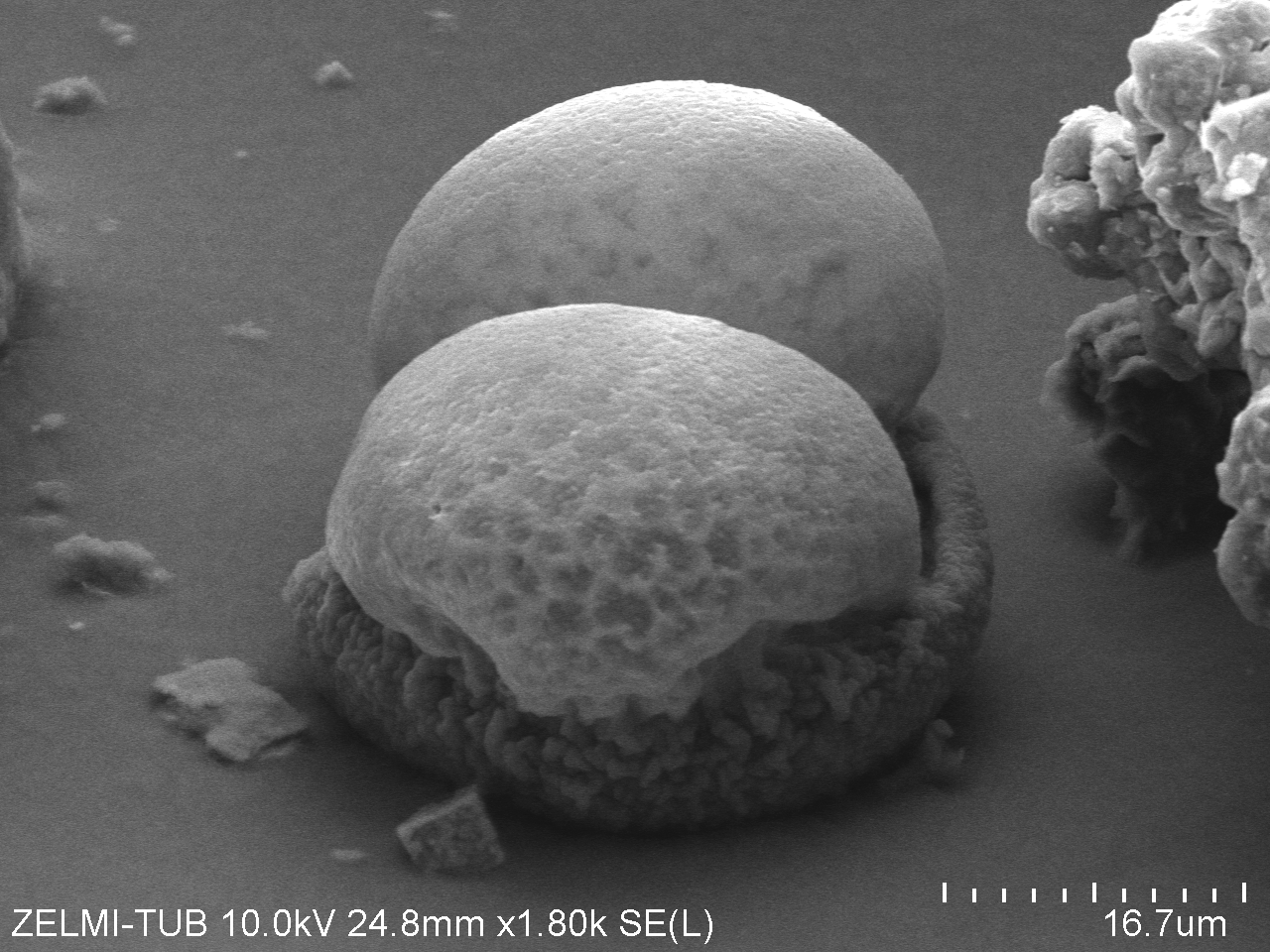

## Хімічний та ізотопний склад
У кериті високий вміст азоту: до 9 % за масою. У деяких нитках за допомогою інфрачервоної спектроскопії виявлено хітозан (що нині трапляється у грибів і тварин). Були досліджені також співвідношення стабільних ізотопів вуглецю та азоту. Величина δ13C (від −31 до −47 ‰) виявилася значно нижчою, ніж у сучасних грибів, і близькою до значення для деяких протерозойських біоплівок та архей-метаногенів. Можливо, останні були джерелом живлення організмів волинської біоти. δ15N у цих організмів лежить у межах від +3 до +10 ‰ (для порівняння: у сучасних грибів δ13C найчастіше лежить в межах від −22 ‰ до −28 ‰, а δ15N — в межах від −5 ‰ до +12 ‰).
Вуглець, азот, сірка та фосфор, потрібні для росту організмів (а можливо, і самі організми), ймовірно, заносилися водою з поверхні.